# Barney Kessel
Barney Kessel (Muskogee, Oklahoma, 17 de outubro de 1923 — 6 de maio de 2004) foi um guitarrista de jazz norte-americano.
Aos dezesseis anos começou a tocar guitarra influenciado pelo estilo de Charlie Christian, seu grande ídolo. Aos dezenove anos mudou-se para Los Angeles onde rapidamente se estabeleceu entre os grandes músicos da cidade.
Em 1973 formou com os guitarristas Herb Ellis e Charlie Byrd o grupo Great Guitars.
Em 1983 fez seu debut em Nova Iorque como líder.
Em 1992 sofreu um infarto que o forçou a dedicar-se somente a dar aulas e no início de 2001 foi diagnosticado um câncer no cérebro, que causou sua morte em 2004.
Em entrevista ao jornalista Jotabê Medeiros - 21 de setembro de 2008 (Estadão), Eumir Deodato citou que Barney Kessel influenciou diversos músicos da Bossa Nova, dentre os quais ele mesmo e João Gilberto. O disco que mais marcou no Brasil foi o de Barney Kessel e Julie London, publicado pela Musidisc.